# Breeze Airways
Breeze Airways (inicialmente Moxy Airways) es una aerolínea de bajo costo de Estados Unidos con sede en Cottonwood Heights, Utah. La aerolínea fue fundada por David Neeleman (quien anteriormente cofundó Morris Air, WestJet, JetBlue y Azul Linhas Aéreas). Las operaciones de Breeze comenzaron el 27 de mayo de 2021, con su vuelo inaugural desde el Aeropuerto Internacional de Tampa al Aeropuerto Internacional de Charleston.

## Historia
En junio de 2018, Neeleman planeó una nueva aerolínea en los Estados Unidos, que se llamaría Moxy, con capital del ex director ejecutivo de Air Canada, Robert Milton, el ex director ejecutivo de ILFC Henri Courpron, el expresidente de la junta directiva de JetBlue, Michael Lazarus y él mismo. Observaron que debido a la consolidación vivida en el sector aéreo, las 11 aerolíneas principales eran rentables y habían existido desde hace más de 20 años (excepto JetBlue, que Neeleman había comenzado en 2000) y que había espacio para un nuevo competidor. American Airlines, Delta Air Lines, United Airlines y Southwest Airlines transportaron el 80% de los pasajeros nacionales en EE.UU en 2017 y Alaska Airlines, Allegiant, Frontier Airlines, JetBlue, Hawaiian Airlines y Spirit Airlines constituyeron la mayor parte del resto.
Debido a la pérdida de vuelos a mercados más pequeños, la capacidad aérea nacional de EE. UU. se mantuvo estancada de 2007 a 2017, mientras que la economía se expandió en un 34%. Para llenar este vacío, Breeze planea ofrecer vuelos de punto a punto desde aeropuertos secundarios más pequeños como el aeropuerto TF Green (Providence), Fort Worth Meacham, o Burbank, evitando los hubs para tiempos de viaje más cortos.  Según los informes, la aerolínea también está considerando vuelos de mayor distancia a América del Sur y Europa. Ofrecería asientos espaciosos y Wi-Fi gratis, como Azul y JetBlue, pero cobraría tarifas por refrigerios y asignaciones anticipadas de asientos, como las aerolíneas de ultra bajo costo Allegiant Air o Spirit Airlines. Para comenzar las operaciones de vuelo, se ordenaron 60 Airbus A220-300 (anteriormente conocido como Bombardier CS300), solicitando a los arrendadores chinos que financien 18 que se entregarán a partir de 2021. Sin embargo, para acelerar el lanzamiento de la aerolínea, Breeze planea utilizar aviones Azul Embraer E195 usados tan pronto como 2020.
El 7 de febrero de 2020, se anunció que la aerolínea ahora se llamaba oficialmente Breeze Airways. El nombre anterior, Moxy, chocaba con la marca registrada Moxy Hotels de Marriott. La marca de la aerolínea, como el logotipo, los colores y la librea de la aeronave, fue desarrollada por el especialista brasileño en marketing de aerolíneas Gianfranco "Panda" Beting, cofundador de Azul y responsable de la creación de la marca de Azul, TAP Air Portugal y Transbrasil.
En febrero de 2020, Neeleman expresó la opinión de que la aerolínea sería conocida como la "aerolínea más bonita del mundo".

## Estrategia corporativa

### Modelo de negocio
Breeze profesa que quiere ofrecer un producto de bajo costo, pero dice que también planea ofrecer un producto de primera clase; por lo que no operará con un verdadero modelo de operador de bajo costo (LCC).
Las propuestas incluyen algunas características de LCC (como una red de rutas de punto a punto, tarifas adicionales por servicios adicionales), pero no tendrá una sola clase de cabina (los que paguen más tendrán acceso a una configuración de 2-2 asientos y más espacio para las piernas) y, de hecho, Breeze dice que cobrará por "lo que efectivamente son cuatro clases de servicio, comenzando con un producto de tarifa ultrabaja, en el que puede comprar servicios más exclusivos". La aeronave no contará con entretenimiento durante el vuelo en los respaldos de los asientos; en su lugar, el entretenimiento se transmitirá a través de la aplicación de la aerolínea, que también se utilizará para comprar vuelos y actualizaciones. 

## Destinos
Esta es una lista de destinos a los que Breeze Airways ha operado con vuelos programados. No incluye destinos operados únicamente con vuelos chárter. Breeze, fundada originalmente en julio de 2018, inició sus operaciones en mayo de 2021. Opera una flota de aviones Airbus A220 y Embraer E-Jet en rutas dentro de los Estados Unidos.
| Estado               | Ciudad                 | Aeropuerto                                               | fecha de inicio           | fecha de término        | Notas      | Refs                 |
| -------------------- | ---------------------- | -------------------------------------------------------- | ------------------------- | ----------------------- | ---------- | -------------------- |
| Alabama              | Huntsville             | Aeropuerto Internacional de Huntsville                   | 15 de julio de 2021       | Presente                |            | [ 17 ]               |
| Alabama              | Mobile                 | Aeropuerto Central de Mobile                             | 10 de abril de 2024       | 31 de enero de 2025     | Finalizado | [ 18 ]               |
| Arizona              | Phoenix                | Aeropuerto Internacional de Phoenix-Sky Harbor           | 19 de noviembre de 2022   | Presente                |            | [ 19 ]               |
| Arkansas             | Fayetteville           | Aeropuerto Regional Northwest Arkansas                   | 17 de junio de 2021       | Presente                |            | [ 17 ]               |
| California           | Los Ángeles            | Aeropuerto Internacional de Los Ángeles                  | 2 de noviembre de 2022    | Presente                |            | [ 20 ] [ 21 ]        |
| California           | San Bernardino         | Aeropuerto Internacional de San Bernardino               | 4 de agosto de 2022       | Presente                |            | [ 20 ]               |
| California           | San Diego              | Aeropuerto Internacional de San Diego                    | 30 de abril de 2024       | Presente                | Estacional | [ 22 ]               |
| California           | San Francisco          | Aeropuerto Internacional de San Francisco                | 25 de mayo de 2022        | Presente                |            | [ 20 ]               |
| California           | Santa Ana              | Aeropuerto John Wayne                                    | 16 de febrero de 2023     | Presente                |            | [ 23 ]               |
| Carolina del Norte   | Greensboro             | Aeropuerto Internacional Piedmont Triad                  | 6 de junio de 2025        | Presente                |            | [ 24 ]               |
| Carolina del Norte   | New Bern               | Aeropuerto Regional de Coastal Carolina                  | 24 de mayo de 2024        | Presente                |            | [ 25 ]               |
| Carolina del Norte   | Raleigh/Durham         | Aeropuerto Internacional de Raleigh-Durham               | 16 de febrero de 2023     | Presente                |            | [ 26 ]               |
| Carolina del Norte   | Wilmington             | Aeropuerto Internacional de Wilmington                   | 13 de febrero de 2025     | Presente                |            | [ 27 ]               |
| Carolina del Sur     | Charleston             | Aeropuerto Internacional de Charleston                   | 27 de mayo de 2021        | Presente                | Base       | [ 17 ]               |
| Carolina del Sur     | Greenville/Spartanburg | Aeropuerto Internacional de Greenville-Spartanburg       | 2 de mayo de 2024         | Presente                |            | [ 18 ]               |
| Carolina del Sur     | Myrtle Beach           | Aeropuerto Internacional de Myrtle Beach                 | 15 de febrero de 2024     | Presente                |            | [ 28 ]               |
| Colorado             | Denver                 | Aeropuerto Internacional de Denver                       | 16 de mayo de 2024        | Presente                | Estacional | [ 18 ]               |
| Colorado             | Grand Junction         | Aeropuerto Regional de Grand Junction                    | 6 de febrero de 2024      | Presente                |            | [ 29 ]               |
| Colorado             | Montrose               | Aeropuerto Regional de Montrose                          | 21 de diciembre de 2024   | Presente                | Estacional | [ 30 ]               |
| Connecticut          | Hartford               | Aeropuerto Internacional Bradley                         | 27 de mayo de 2021        | Presente                | Base       | [ 17 ] [ 31 ]        |
| Connecticut          | New Haven              | Aeropuerto Regional Tweed-New Haven                      | 10 de diciembre de 2024   | Presente                |            | [ 32 ]               |
| Distrito de Columbia | Washington D. C.       | Aeropuerto Internacional de Washington-Dulles            | 27 de septiemnbre de 2024 | Presente                |            | [ 33 ]               |
| Florida              | Cayo Hueso             | Aeropuerto Internacional de Cayo Hueso                   | 12 de junio de 2025       | Presente                |            | [ 34 ]               |
| Florida              | Daytona Beach          | Aeropuerto Internacional de Daytona Beach                | 14 de noviembre de 2024   | Presente                |            | [ 35 ]               |
| Florida              | Fort Lauderdale        | Aeropuerto Internacional de Fort Lauderdale-Hollywood    | 5 de noviembre de 2025    | —                       | Futuro     | [ 36 ]               |
| Florida              | Fort Myers             | Aeropuerto Internacional de Florida Suroccidental        | 11 de junio de 2022       | Presente                | Base       | [ 20 ] [ 37 ]        |
| Florida              | Jacksonville           | Aeropuerto Internacional de Jacksonville                 | 19 de mayo de 2022        | Presente                |            | [ 20 ]               |
| Florida              | Orlando                | Aeropuerto Internacional de Orlando                      | 23 de junio de 2022       | Presente                | Base       | [ 38 ] [ 39 ]        |
| Florida              | Pensacola              | Aeropuerto Internacional de Pensacola                    | 28 de junio de 2024       | Presente                |            | [ 40 ]               |
| Florida              | Sarasota               | Aeropuerto Internacional de Sarasota-Bradenton           | 4 de junio de 2022        | Presente                |            | [ 20 ] [ 41 ]        |
| Florida              | Tampa                  | Aeropuerto Internacional de Tampa                        | 27 de mayo de 2021        | Presente                | Base       | [ 17 ]               |
| Florida              | Vero Beach             | Aeropuerto Regional de Vero Beach                        | 2 de febrero de 2023      | Presente                | Base       | [ 42 ] [ 43 ] [ 44 ] |
| Florida              | West Palm Beach        | Aeropuerto Internacional de Palm Beach                   | 19 de febrero de 2022     | Presente                |            | [ 45 ]               |
| Georgia              | Savannah               | Aeropuerto Internacional de Savannah/Hilton Head         | 3 de junio de 2022        | Presente                |            | [ 20 ]               |
| Illinois             | Springfield            | Aeropuerto Abraham Lincoln Capital                       | 1 de diciembre de 2023    | Presente                |            | [ 46 ]               |
| Indiana              | Evansville             | Aeropuerto Regional de Evansville                        | 23 de febrero de 2024     | Presente                |            | [ 47 ]               |
| Indiana              | South Bend             | Aeropuerto Internacional de South Bend                   | 7 de noviembre de 2024    | Presente                |            | [ 48 ]               |
| Kentucky             | Louisville             | Aeropuerto Internacional de Louisville                   | 28 de mayo de 2021        | Presente                |            | [ 17 ]               |
| Luisiana             | Nueva Orleans          | Aeropuerto Internacional Louis Armstrong                 | 8 de julio de 2021        | Presente                | Base       | [ 17 ]               |
| Maine                | Bangor                 | Aeropuerto Internacional de Bangor                       | 3 de octubre de 2024      | Presente                |            | [ 49 ]               |
| Maine                | Portland               | Jetport Internacional de Portland                        | 17 de mayo de 2023        | Presente                |            | [ 50 ]               |
| Maryland             | Salisbury              | Aeropuerto Regional de Salisbury                         | 1 de octubre de 2025      | —                       | Futuro     | [ 51 ]               |
| Míchigan             | Lansing                | Aeropuerto Internacional de Capital Region               | 2 de octubre de 2024      | Presente                |            | [ 52 ]               |
| Misisipi             | Gulfport/Biloxi        | Aeropuerto Internacional de Gulfport–Biloxi              | 12 de enero de 2024       | Presente                |            | [ 53 ]               |
| Nevada               | Las Vegas              | Aeropuerto Internacional Harry Reid                      | 9 de junio de 2022        | Presente                |            | [ 20 ]               |
| Nuevo Hampshire      | Mánchester             | Aeropuerto Regional de Mánchester-Boston                 | 14 de junio de 2024       | Presente                |            | [ 54 ]               |
| Nuevo Hampshire      | Portsmouth             | Aeropuerto Internacional de Portsmouth at Pease          | 9 de octubre de 2024      | Presente                |            | [ 55 ]               |
| Nueva Jersey         | Newark                 | Aeropuerto Internacional Libertad de Newark              | 14 de noviembre de 2024   | Presente                |            | [ 56 ]               |
| New York             | Albany                 | Aeropuerto Internacional de Albany                       | 5 de junio de 2025        | Presente                |            | [ 57 ]               |
| New York             | Islip                  | Aeropuerto MacArthur de Long Island                      | 17 de febrero de 2022     | Presente                |            | [ 58 ]               |
| New York             | Newburgh               | Aeropuerto Internacional Stewart                         | 14 de febrero de 2024     | Presente                |            | [ 59 ]               |
| New York             | Ogdensburg             | Aeropuerto Internacional de Ogdensburg                   | 27 de septiembre de 2024  | Presente                |            | [ 33 ]               |
| New York             | Plattsburgh            | Aeropuerto Internacional de Plattsburgh                  | 28 de noviembre de 2023   | 28 de abril de 2025     | Finalizado | [ 60 ] [ 61 ]        |
| New York             | Rochester              | Aeropuerto Internacional Greater Rochester               | 8 de mayo de 2025         | Presente                |            | [ 62 ]               |
| New York             | Syracuse               | Aeropuerto Internacional de Syracuse Hancock             | 10 de junio de 2022       | Presente                |            | [ 20 ]               |
| New York             | White Plains           | Aeropuerto de Westchester County                         | 28 de junio de 2022       | Presente                |            | [ 63 ]               |
| Ohio                 | Akron/Canton           | Aeropuerto de Akron–Canton                               | 26 de junio de 2021       | Presente                | Base       | [ 17 ]               |
| Ohio                 | Cincinnati/Covington   | Aeropuerto Internacional de Cincinnati/Norte de Kentucky | 8 de febrero de 2023      | Presente                |            | [ 42 ]               |
| Ohio                 | Columbus               | Aeropuerto Internacional de Puerto Columbus              | 3 de julio de 2021        | Presente                |            | [ 17 ]               |
| Oklahoma             | Oklahoma City          | Aeropuerto Will Rogers World                             | 1 de julio de 2021        | 10 de agosto de 2022    | Finalizado | [ 17 ]               |
| Oklahoma             | Tulsa                  | Aeropuerto Internacional de Tulsa                        | 4 de junio de 2021        | 27 de noviembre de 2023 | Finalizado | [ 17 ] [ 64 ]        |
| Pensilvania          | Erie                   | Aeropuerto Internacional de Erie                         | 6 de noviembre de 2024    | Presente                |            | [ 65 ]               |
| Pensilvania          | Lancaster              | Aeropuerto de Lancaster (Pensilvania)                    | 8 de octubre de 2024      | Presente                |            | [ 66 ]               |
| Pensilvania          | Pittsburgh             | Aeropuerto Internacional de Pittsburgh                   | 8 de julio de 2021        | Presente                |            | [ 17 ]               |
| Pensilvania          | Wilkes-Barre/Scranton  | Aeropuerto Internacional de Wilkes-Barre/Scranton        | 30 de enero de 2024       | Presente                |            | [ 47 ]               |
| Rhode Island         | Providence             | Aeropuerto T. F. Green                                   | 22 de julio de 2021       | Presente                | Base       | [ 17 ] [ 67 ] [ 68 ] |
| Tennessee            | Memphis                | Aeropuerto Internacional de Memphis                      | 7 de mayo de 2025         | Presente                |            | [ 69 ]               |
| Tennessee            | Nashville              | Aeropuerto Internacional de Nashville                    | 26 de mayo de 2022        | 22 de mayo de 2023      | Finalizado | [ 20 ] [ 70 ]        |
| Texas                | Dallas/Fort Worth      | Aeropuerto Internacional de Dallas-Fort Worth            | 7 de junio de 2024        | Presente                |            | [ 71 ]               |
| Texas                | San Antonio            | Aeropuerto Internacional de San Antonio                  | 15 de julio de 2021       | 30 de mayo de 2022      | Finalizado | [ 17 ] [ 72 ]        |
| Utah                 | Ogden                  | Aeropuerto de Ogden–Hinckley                             | 21 de febrero de 2024     | Presente                |            | [ 73 ]               |
| Utah                 | Provo                  | Aeropuerto Municipal de Provo                            | 4 de agosto de 2022       | Presente                | Base       | [ 74 ] [ 75 ]        |
| Vermont              | Burlington             | Aeropuerto Internacional de Burlington                   | 31 de enero de 2024       | Presente                |            | [ 76 ]               |
| Virginia             | Norfolk                | Aeropuerto Internacional de Norfolk                      | 10 de junio de 2021       | Presente                | Base       | [ 17 ]               |
| Virginia             | Richmond               | Aeropuerto Internacional de Richmond                     | 8 de julio de 2021        | Presente                |            | [ 17 ]               |
| Virginia Occidental  | Charleston             | Aeropuerto Internacional Yeager                          | 31 de mayo de 2023        | Presente                |            | [ 77 ]               |
| Wisconsin            | Madison                | Aeropuerto Regional de Dane County                       | 7 de febrero de 2024      | Presente                |            | [ 76 ]               |

## Flota

### Flota actual
A julio de 2025, la flota de Breeze Airways consta de los siguientes aviones, con una edad media de 5.5 años.
| Avión           | En Servicio | Órdenes | Pasajeros | Pasajeros | Pasajeros | Pasajeros | Pasajeros | Notas |
| Avión           | En Servicio | Órdenes | F         | Y+        | Y         | Total     | Ref       | Notas |
| --------------- | ----------- | ------- | --------- | --------- | --------- | --------- | --------- | ----- |
| Airbus A220-300 | 43          | 47      | 12        | 45        | 80        | 137       | [ 79 ]    |       |
| Embraer 190     | 10          | —       | —         | 48        | 60        | 108       | [ 80 ]    |       |
| Total           | 53          | 47      |           |           |           |           |           |       |

### Flota antigua
Breeze Airways ha operado anteriormente los siguientes aviones:
| Avión       | Total | Introducido | Retirado | Notas |
| ----------- | ----- | ----------- | -------- | ----- |
| Embraer 195 | 7     | 2020        | 2025     |       |

### Desarrollo de la flota
El 17 de julio de 2018, Breeze firmó un memorando de entendimiento con Airbus para la entrega de 60 aviones A220-300 a partir de 2021.  En enero de 2019, Breeze confirmó su pedido del avión A220. Para atender rutas de corto alcance, Breeze acordó subarrendar hasta 30 Embraer E195 de Azul Brazilian Airlines, aunque el número total recibido depende de si LOT Polish Airlines ejerce sus opciones de arrendamiento.
El 26 de abril de 2021, se anunció que Breeze había pedido 20 aviones A220-300 adicionales, con lo que sus pedidos totales ascienden a 80 aviones de este tipo.
En mayo de 2021 Embraer y Breeze Airways firmaron un acuerdo de soporte técnico.